# Gyrinus rugosus
Gyrinus rugosus is een keversoort uit de familie van schrijvertjes (Gyrinidae). De wetenschappelijke naam van de soort is voor het eerst geldig gepubliceerd in 1991 door Oygur & Wolfe.